# 이주영 (조선귀족)
이주영(李胄榮, 1837년 음력 3월 13일 ~ 1917년 양력 12월 18일)은 조선 말기의 문신이자 일제강점기의 조선귀족이다. 자는 순경(舜敬), 본관은 경주(慶州)이며 본적은 경성부 누하동이다.

## 생애
1872년 음서에 천거된 이후 1874년 증광시(증광문과)에 급제한 그는 홍문관에서 관직을 시작하여 1877년 성균관 대사성이 되는 등 빠른 승진을 했다. 수구파 출신인 그는 1884년 갑신정변 후 관직에서 물러났으나, 개화파가 한번에 정권을 잡지 못하고 좌천이 되는 등 몇 차례 부침을 계속하는 와중에 사헌부 대사헌 등으로 중용되면서 원로 대신이 되었다.
1910년 한일 병합 조약 체결에 협조한 고관으로서 일본 정부로부터 남작 작위를 받았다.
2002년 발표된 친일파 708인 명단과 2008년 민족문제연구소에서 친일인명사전에 수록하기 위해 정리한 친일인명사전 수록예정자 명단에 선정되었다. 두 명단에는 이주영의 남작 작위를 습작 받은 맏아들 이규환도 함께 포함되었다.
2006년 친일반민족행위진상규명위원회가 발표한 일제강점기 초기의 친일반민족행위 106인 명단에도 포함됐다.

## 참고 자료
- 친일반민족행위진상규명위원회 (2006년 12월). 〈이주영〉 (PDF). 《2006년도 조사보고서 II - 친일반민족행위결정이유서》. 서울. 298~303쪽쪽. 발간등록번호 11-1560010-0000002-10. 2007년 10월 8일에 원본 문서 (PDF)에서 보존된 문서. 2007년 6월 21일에 확인함.